# Columbia (Dakota del Sur)
Columbia es una ciudad ubicada en el condado de Brown, en el estado estadounidense de Dakota del Sur. Según el censo de 2020, tiene una población de 160 habitantes.

## Geografía
Columbia se encuentra ubicada en las coordenadas 45°36′53″N 98°18′38″O / 45.61472, -98.31056. Según la Oficina del Censo de los Estados Unidos, Columbia tiene una superficie total de 3.93 km², de la cual 3.93 km² corresponden a tierra firme y (0%) 0 km² es agua.

## Demografía
Según el censo de 2010, había 136 personas residiendo en Columbia. La densidad de población era de 34,61 hab./km². De los 136 habitantes, Columbia estaba compuesto por el 98.53% blancos, el 0% eran afroamericanos, el 0% eran amerindios, el 0% eran asiáticos, el 0% eran isleños del Pacífico, el 0.74% eran de otras razas y el 0.74% pertenecían a dos o más razas. Del total de la población el 2.21% eran hispanos o latinos de cualquier raza.